# Équinoxe (film, 1953)
Pour les articles homonymes, voir Équinoxe (homonymie).
Pour plus de détails, voir Fiche technique et Distribution.
Équinoxe (Nevjera) est un film yougoslave réalisé par Vladimir Pogacic, sorti en 1953.

## Synopsis
À Dubrovnik, au XIXe siècle, un jeune homme pense à tuer son rival pour l'amour d'une femme.

## Fiche technique
- Titre : Équinoxe
- Titre original : Nevjera
- Réalisation : Vladimir Pogacic
- Scénario : Momcilo Ilic d'après le roman d'Ivo Vojnovic
- Musique : Kresimir Baranovic
- Photographie : Jovan Jovanovic et Nikola Majdak
- Montage : Milada Rajsic
- Société de production : Avala Film
- Pays :  Yougoslavie
- Genre : Drame et romance
- Durée : 80 minutes
- Date de sortie : 
  - Yougoslavie : 3 mars 1953

## Distribution
- Marija Crnobori : Jela Ledinic
- Milivoje Zivanovic : Niko Marinovic
- Viktor Starcic : Gospar Frano Drazic
- Severin Bijelic : Ivo Ledinic
- Milena Dapcevic : Ane di Gracia

## Distinctions
Le film a été présenté en sélection officielle en compétition au Festival de Cannes 1953.